# Justicia consanguinea
Justicia consanguinea är en akantusväxtart som först beskrevs av Gustav Lindau, och fick sitt nu gällande namn av D.C. Wasshausen och C. Ezcurra. Justicia consanguinea ingår i släktet Justicia och familjen akantusväxter. Utöver nominatformen finns också underarten J. c. pubescens.